# Insulochamus annobonae
Insulochamus annobonae là một loài bọ cánh cứng trong họ Cerambycidae.